# Duje
«Duje» — песня косовско-албанской певицы Альбины Кельменди и пяти членов её семьи, выпущенная 19 декабря 2022 года. Песня представила Албанию на «конкурсе песни Евровидение-2023» после победы в телемосте Festivali i Këngës 61, отборе Албании на конкурс песни «Евровидение» в этом году.

## Конкурс песни Евровидение

### Festivali i Këngës 61
61-й выпуск Festivali i Këngës был организован Radio Televizioni Shqiptar (RTSH) с целью определения представителя Албании на конкурсе песни Евровидение 2023. В начале сентября 2022 года сообщалось, что RTSH решила выбрать победителя фестиваля с помощью системы, содержащей общественное голосование. 28 октября 2022 года была подтверждена система голосования Festivali i Këngës: топ-3 и два приза, как обычно, будут выбраны жюри, но победитель фестиваля не получит официального приглашения для участия в конкурсе песни «Евровидение», как в предыдущие годы. Вместо этого представитель Албании на «Евровидении» будет выбран с помощью отдельной системы телеголосования.
«Duje» участвовала в первом полуфинале конкурса того года. Поскольку Альбина считалась признанной артисткой[кем?], она автоматически попадала в финал конкурса. Выйдя в финал, песня стала фаворитом фанатов и выиграла телеголосование, выиграв опросы фанатов на сайтах поклонников Евровидения Wiwibloggs и ESCUnited. В финале песня «Duje» заняла второе место в голосовании жюри, уступив песне Эльзы Лилы «Evita», ставшей абсолютным победителем Festivali i Këngës 61. Тем не менее, «Duje» заняла первое место в общем зачёте телемоста, завоевав албанское место на конкурсе песни «Евровидение-2023».

### Евровидение 2023

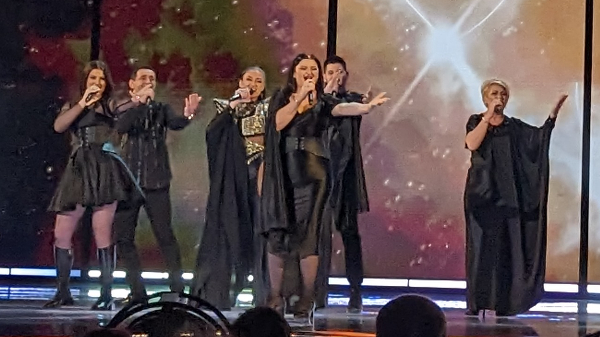
Евровидение 2023 — 2 полуфинал — Албания — Альбина и семья Кельменди

Согласно правилам «Евровидения», все страны-участницы, за исключением принимающей страны и «Большой пятёрки», состоящей из Франции, Германии, Италии, Испании и Великобритании, должны пройти квалификацию в одном из двух полуфиналов, чтобы побороться за выход в финал; первая десятка стран от каждого полуфинала проходит в финал.